# بهادراک
بهادراک (به انگلیسی: Bhadrak) یک شهر و شهرداری در هند است که در شهرستان بهادراک واقع شده‌است.

## خصوصیات
بهادراک ۱٬۷۲۱ کیلومترمربع مساحت و ۱٬۳۳۴٬۰۰۰ نفر جمعیت دارد و ۲۳ متر بالاتر از سطح دریا واقع شده‌است.